# Cheswick Buildings
Cheswick Buildings – wieś w Anglii, w hrabstwie Northumberland. Leży 84 km na północ od miasta Newcastle upon Tyne i 482 km na północ od Londynu.